# Gaurnadi Upazila
Gaurnadi Upazila är ett underdistrikt i Bangladesh. Det ligger i den centrala delen av landet, 80 km söder om huvudstaden Dhaka.
Trakten runt Gaurnadi Upazila består till största delen av jordbruksmark. Runt Gaurnadi Upazila är det mycket tätbefolkat, med 1 754 invånare per kvadratkilometer.